# Joegoslavië op de Olympische Winterspelen 1936
Tijdens de Olympische Winterspelen van 1936, die in Garmisch-Partenkirchen (Duitsland) werden gehouden, nam Joegoslavië voor de derde keer deel.

## Deelnemers en resultaten

### Alpineskiën
| Olympiër     | Discipline     | Resultaat | Prestatie                                           |
| ------------ | -------------- | --------- | --------------------------------------------------- |
| Ciril Praček | combinatie (m) | 15e       | 81,54 punten afdaling: 5.39,4 slalom: 1.34,4+1.32,6 |
| Franci Čop   | combinatie (m) | 25e       | 75,88 punten afdaling: 6.13,6 slalom: 1.38,5+1.37,4 |
| Emil Žnidar  | combinatie (m) | 33e       | 61,84 punten afdaling: 8.02,2 slalom: 1.50,7+1.58,1 |
| Hubert Hajm  | combinatie (m) | dnf       | niet gefinisht afdaling: opgave slalom: dns         |

### Langlaufen
| Olympiër                                             | Discipline            | Resultaat | Prestatie                               |
| ---------------------------------------------------- | --------------------- | --------- | --------------------------------------- |
| Avgust Jakopič                                       | 18 km (m)             | 38e       | 1:26.48                                 |
| Alojz Klančnik                                       | 18 km (m)             | 23e       | 1:23.18                                 |
| Leon Knap                                            | 18 km (m)             | 28e       | 1:28.31                                 |
| Leon Knap                                            | 50 km (m)             | 21e       | 3:59.17                                 |
| Lado Senčar                                          | 50 km (m)             | 31e       | 4:20.20                                 |
| Franc Smolej                                         | 18 km (m)             | 25e       | 1:24.03                                 |
| Franc Smolej                                         | 50 km (m)             | 10e       | 3:47.40                                 |
| Lovro Žemva                                          | 50 km (m)             | 20e       | 3:59.13                                 |
| Leon Knap Avgust Jakopič Alojz Klančnik Franc Smolej | 4x10 km estafette (m) | 10e       | 3:04.38 (48.34 / 47.22 / 44.51 / 43.51) |

### Noordse combinatie
| Olympiër      | Discipline | Resultaat | Prestatie                                                       |
| ------------- | ---------- | --------- | --------------------------------------------------------------- |
| Tone Dečman   | mannen     | 34e       | 331,4 punten 18 km: 162,3 (1:29.44) schans: 169,1 (41,0+42,5 m) |
| Albin Jakopič | mannen     | 36e       | 327,7 punten 18 km: 160,8 (1:30.02) schans: 166,9 (37,5+42,0 m) |
| Leon Bebler   | mannen     | 38e       | 316,7 punten 18 km: 139,2 (1:34.25) schans: 177,5 (41,0+42,0 m) |
| Rado Istenič  | mannen     | dnf       | opgave 18 km: opgave schans: dns                                |

### Schansspringen
| Olympiër       | Discipline | Resultaat | Prestatie                  |
| -------------- | ---------- | --------- | -------------------------- |
| Franc Pribošek | mannen     | 39e       | 175,9 punten (59,0+55,0 m) |
| Albin Novšak   | mannen     | 41e       | 174,0 punten (54,0+58,5 m) |
| Franc Palme    | mannen     | 43e       | 168,9 punten (61,0+55,0 m) |
| Albin Jakopič  | mannen     | 44e       | 156,1 punten (52,0+53,0 m) |

Australië · België · Bulgarije · Canada · Duitsland · Estland · Finland · Frankrijk · Griekenland · Groot-Brittannië · Hongarije · Italië · Japan · Joegoslavië · Letland · Liechtenstein · Luxemburg · Nederland · Noorwegen · Oostenrijk · Polen · Roemenië · Spanje · Tsjecho-Slowakije · Turkije · Verenigde Staten · Zweden · Zwitserland